# Kathy Rinaldi
Kathy Rinaldi-Stunkel (nacida el 24 de marzo de 1967) es una ex tenista profesional estadounidense, que se retiró en septiembre de 1997. En su carrera, ganó tres títulos individuales y dos dobles en el WTA Tour, y llegó a las semifinales del Campeonato de Wimbledon de 1985 .

## Carrera
Rinaldi alcanzó el ranking más alto de su carrera el 26 de mayo de 1986, cuando ocupó el séptimo puesto en el ranking mundial. Recibió el premio WTA Most Impressive Newcomer Award en 1981 y el premio WTA Comeback Player of the Year en 1989, tuvo victorias en su carrera sobre jugadoras como Steffi Graf, Jana Novotná, Sue Barker, Pam Shriver, Hana Mandlíková, Wendy Turnbull, Manuela Maleeva., Dianne Fromholtz, Helena Suková, Claudia Kohde-Kilsch, Zina Garrison, Sylvia Hanika, Kathy Jordan, Jo Durie y Natasha Zvereva .
En 1981, Rinaldi se convirtió en la jugadora más joven en ganar un partido en el torneo de Wimbledon a la edad de 14 años y 91 días, un récord que se mantuvo hasta 1990. Sin embargo, después del Abierto de Francia de 1987, sufrió una extraña lesión en Montecarlo al resbalarse por las escaleras. En el intento de recuperarse de la caída, se fracturó el pulgar derecho, lo que la dejó fuera de competencia durante el resto del año. Fue miembro del equipo de la Copa Wightman de EE. UU. en 1983, 1985 y 1986.

### Copa Federación
En diciembre de 2016, Rinaldi asumió el cargo como capitana del equipo de la Copa Federación de los Estados Unidos, reemplazando a Mary Joe Fernandez. En su primer año como capitana de la Fed Cup, EE. UU. ganó la Fed Cup 2017.

## Familia
Rinaldi contrajo matrimonio con Brad Stunkel, su novio desde la secundaria, el 11 de diciembre de 1993 y tomó su apellido. El 8 de febrero de 1995, dio a luz a su hijo, Bradley Benton Stunkel Jr. En la actualidad, la familia vive en Palm City, Florida.

## Premios y reconocimientos
- 1981: WTA debutante más impresionante del año
- 1989: Regreso del año de la WTA

## Carrera en la WTA

### Individuales: 7 (3–4)
| Leyenda                                |
| -------------------------------------- |
| Torneos de Grand Slam (0-0)            |
| Campeonatos de la gira de la WTA (0-0) |
| Virginia Slims, Avon, otros (3–4)      |

| Finales por superficie |
| ---------------------- |
| Difícil (2–1)          |
| Hierba (0–0)           |
| Arcilla (0–2)          |
| Alfombra (1–1)         |

| Resultado  | N.º | Fecha                    | Torneo      | Superficie   | Adversario                | Puntaje             |
| ---------- | --- | ------------------------ | ----------- | ------------ | ------------------------- | ------------------- |
| Ganador    | 1.  | 18 de octubre de 1981    | Kioto       | Duro         | </img> julie harington    | 6–1, 7–5            |
| Subcampeón | 1.  | 24 de mayo de 1982       | Berlina     | Arcilla      | </img> Bettina Bunge      | 2–6, 2–6            |
| Subcampeón | 2.  | 26 de julio de 1982      | San Diego   | Duro         | </img> tracy austin       | 6–7 (5–7), 3–6      |
| Ganador    | 2.  | 18 de agosto de 1985     | Mahwah      | Duro         | </img> Steffi Graf        | 6–4, 3–6, 6–4       |
| Subcampeón | 3.  | 22 de septiembre de 1985 | Chicago     | Alfombra (i) | </img> bonnie gadusek     | 1–6, 3–6            |
| Subcampeón | 4.  | 11 de mayo de 1986       | Houston     | Arcilla      | </img> Chris Evert -Lloyd | 4–6, 6–2, 4–6       |
| Ganador    | 3.  | 16 de noviembre de 1986  | Little Rock | alfombra (i) | </img> Natasha Zvereva    | 6–4, 6–7 (7–9), 6–0 |

### Dobles: 12 (2-10)
| Leyenda                     |
| --------------------------- |
| Torneos de Grand Slam (0-0) |
| Nivel I (0–2)               |
| Nivel II (1–2)              |
| Nivel III (1–3)             |
| Nivel IV (0–2)              |
| Nivel V (1–1)               |

| Finales por superficie |
| ---------------------- |
| Difícil (1–7)          |
| Hierba (0–0)           |
| Arcilla (1–2)          |
| Alfombra (0–1)         |

| Outcome   | N.º | Date                   | Tournament   | Surface    | Partner           | Opponents                              | Score              |
| --------- | --- | ---------------------- | ------------ | ---------- | ----------------- | -------------------------------------- | ------------------ |
| Runner-up | 1.  | 31 de marzo de 1991    | San Antonio  | Hard       | Jill Hetherington | Patty Fendick Monica Seles             | 6–7(2–7), 2–6      |
| Winner    | 1.  | 21 de abril de 1991    | Houston      | Clay       | Jill Hetherington | Patty Fendick Mary Joe Fernández       | 6–1, 2–6, 6–1      |
| Winner    | 2.  | 4 de agosto de 1991    | San Diego    | Hard       | Jill Hetherington | Gigi Fernández Nathalie Tauziat        | 6–4, 3–6, 6–2      |
| Runner-up | 2.  | 6 de octubre de 1991   | Leipzig      | Carpet (i) | Jill Hetherington | Manon Bollegraf Isabelle Demongeot     | 4–6, 3–6           |
| Runner-up | 3.  | 2 de febrero de 1992   | Auckland     | Hard       | Jill Hetherington | Rosalyn Fairbank Raffaella Reggi       | 6–1, 1–6, 5–7      |
| Runner-up | 4.  | 1 de marzo de 1992     | Indian Wells | Hard       | Jill Hetherington | Claudia Kohde-Kilsch Stephanie Rehe    | 3–6, 3–6           |
| Runner-up | 5.  | 22 de marzo de 1992    | Key Biscayne | Hard       | Jill Hetherington | Larisa Neiland Arantxa Sánchez Vicario | 5–7, 7–5, 3–6      |
| Runner-up | 6.  | 19 de abril de 1992    | Houston      | Clay       | Jill Hetherington | Patty Fendick Gigi Fernández           | 5–7, 4–6           |
| Runner-up | 7.  | 1 de noviembre de 1992 | San Juan     | Hard       | Gigi Fernández    | Amanda Coetzer Elna Reinach            | 2–6, 6–4, 2–6      |
| Runner-up | 8.  | 7 de febrero de 1993   | Auckland     | Hard       | Jill Hetherington | Isabelle Demongeot Elna Reinach        | 2–6, 4–6           |
| Runner-up | 9.  | 21 de marzo de 1993    | Key Biscayne | Hard       | Jill Hetherington | Larisa Neiland Jana Novotná            | 2–6, 5–7           |
| Runner-up | 10. | 23 de mayo de 1993     | Strasbourg   | Clay       | Jill Hetherington | Shaun Stafford Andrea Temesvári        | 7–6(7–5), 3–6, 4–6 |

## Grand Slam individuales
Leyenda
| G | F | SF | CF | #R | RR | Q# | P# | NSC | NE | A | Z# | PO | O | P | B | ATP# | TI | TD | ND |

| Torneo                      | 1981 | mil novecientos ochenta y dos | 1983      | 1984 | 1985 | 1986            | 1987 | 1988 | 1989 | 1990 | 1991 | 1992 | 1993 | 1994 | 1995 | 1996 | Carrera W-L |
| --------------------------- | ---- | ----------------------------- | --------- | ---- | ---- | --------------- | ---- | ---- | ---- | ---- | ---- | ---- | ---- | ---- | ---- | ---- | ----------- |
| abierto de Australia        | A    | A                             | 1R        | 3R   | A    | NUEVA HAMPSHIRE | A    | A    | A    | 2R   | 1R   | A    | 1R   | 1R   | A    | A    | 3–6         |
| abierto Francés             | QF   | 4R                            | 4R        | 3R   | 3R   | QF              | 3R   | 1R   | 2R   | 1R   | 2R   | 1R   | 3R   | A    | A    | A    | 24–13       |
| Wimbledon                   | 2R   | 3R                            | 4R        | 1R   | SF   | 1R              | A    | A    | 1R   | 1R   | 1R   | 2R   | 2R   | A    | A    | 1R   | 13–12       |
| Abierto de Estados Unidos   | 1R   | 4R                            | 2R        | 2R   | 1R   | 1R              | A    | 1R   | 2R   | 2R   | 2R   | 2R   | 1R   | A    | 1R   | 1R   | 9–14        |
| Ganar perder                | 5–3  | 8–3                           | 7–4       | 5–4  | 7–3  | 4–3             | 2-1  | 0-2  | 2–3  | 2–4  | 2–4  | 2–3  | 3–4  | 0-1  | 0-1  | 0-2  | 49–45       |
| Clasificación de fin de año | 33   | 15                            | dieciséis | 23   | 11   | 8               | 26   | 88   | 52   | 69   | 105  | 111  | 83   | NR   | NR   | 225  |             |